# Бланк, Минна Яковлевна
Ми́нна Я́ковлевна Бланк (31 июля 1922, Воронеж — 8 декабря 2005, Москва) —  советская и российская пианистка, музыкальный редактор кино.

## Биография
Родилась в Воронеже, где жила до 1929 года. Отец — Яков Львович Бланк (1897, Екатеринослав —1943, Москва), скрипач, с 1936 года работал помощником концертмейстера и директора Государственного симфонического оркестра в Москве.
В 1936 году окончила Таганрогское музыкальное училище (класс В. В. Шауба), занималась преподавательской деятельностью в музыкальных школах по классу фортепиано. С 1943 по 1953 год работала в качестве музыкального редактора в Концертном зале имени Чайковского в Москве. Также работала художественным руководителем самодеятельного театра при Министерстве внешней торговли СССР.
С 1961 года на «Мосфильме», старейший музыкальный редактор студии, работала со многими режиссёрами: Элемом Климовым, Марленом Хуциевым, Николаем Губенко, Александром Миттой, Никитой Михалковым, Саввой Кулишом, Кареном Шахназаровым, Сергеем Соловьёвым, на её счету более 1000 картин.
Именно по инициативе Минны Яковлевны в фильме «Москва слезам не верит» появился как композитор Сергей Никитин, она же познакомила Александра Митту с Борисом Чайковским, Элема Климова с Альфредом Шнитке. Среди композиторов, сотрудничавших с ней: Никита Богословский, Евгений Птичкин, Алексей Рыбников, Борис Гребенщиков, Эдуард Артемьев, Анатолий Кролл, Леонид Десятников, Эдисон Денисов, Олег Каравайчук, Владимир Дашкевич, Алексей Шелыгин и другие.
Член Союза кинематографистов с 1989 года.
Скончалась 8 декабря 2005 года в Москве. Кремирована, урна с прахом захоронена в 51-й секции колумбария Донского кладбища.

## Избранная фильмография
- 1967 — Таинственный монах
- 1970 — Чайка
- 1972 — Ехали в трамвае Ильф и Петров
- 1973 — Молчание доктора Ивенса
- 1973 — Невероятные приключения итальянцев в России
- 1974 — Автомобиль, скрипка и собака Клякса
- 1974 — Свой среди чужих, чужой среди своих
- 1975 — Дерсу Узала
- 1976 — Подранки
- 1976 — Розыгрыш
- 1976 — Сказ про то, как царь Пётр арапа женил
- 1976 — Ты — мне, я — тебе
- 1979 — Ах, водевиль, водевиль…
- 1979 — Суета сует
- 1981 — Агония
- 1982 — Сказки… сказки… сказки старого Арбата
- 1983 — Мы из джаза
- 1983 — Подросток
- 1983 — Сказка странствий
- 1984 — Парад планет
- 1984 — Пеппи Длинныйчулок
- 1985 — Зимний вечер в Гаграх
- 1985 — Иди и смотри
- 1986 — Гонка века
- 1987 — Асса
- 1987 — Где находится нофелет?
- 1990 — Самоубийца
- 1991 — За последней чертой
- 1992 — Гардемарины III
- 1995 — Барышня-крестьянка
- 1996 — Кавказский пленник
- 1997 — Вор
- 1999 — Мама